# سيب ويغان
سيب ويغان (بالألمانية: Sepp Wiegand) مواليد 9 يناير 1991 في تسفونيتس، ساكسونيا، ألمانيا، هو سائق راليات ألماني. بدأ مسيرته في سنة 2011. كان أول رالي له هو رالي ألمانيا 2011. شارك في بطولة العالم للراليات. نافس في رالي التحدي عبر القارات.